# Открытый чемпионат Гонконга по теннису
Открытый чемпионат Гонконга — профессиональный международный теннисный турнир, проходящий в китайском специальном административном центре Гонконг на хардовых кортах (в январе у мужчин и осенью у женщин). Относится у женщин к серии WTA 250 с призовым фондом около 270 тысяч долларов и турнирной сеткой, рассчитанной на 32 участницы в одиночном разряде и 16 пар, а у мужчин к серии ATP 250 с призовым фондом около 680 тысяч долларов и турнирной сеткой, рассчитанной на 28 участников в одиночном разряде и 16 пар;.

## Общая информация
Мужские соревнования
Мужской турнир открытого чемпионата Гонконга организован накануне сезона 1973 года как часть тура Гран-при. C 1975 года соревнование проводилось ежегодно.
Турнир входил в осеннюю серию соревнований, подготовительных к Открытому чемпионату Австралии. В конце 1980-х годов, когда австралийский турнир был переведён на январь, гонконгское соревнование сначала сдвинули в календаре на более раннее время, а затем и вовсе отменили.
Вновь соревнование было возрождено в 1990 году — уже как часть весенней серии турниров в азиатском регионе. На новом месте гонконгское первенство продержалось десять лет, пока ассоциация не ликвидировала данный региональный отрезок календаря. Гонконг и ещё несколько турниров были переведены в календаре на середину осени.
В начале 2000-х годов, из-за ограничения рекламы табачных изделий, организаторы потеряли своего многолетнего титульного спонсора. Попытки найти ему долгосрочную замену не удались и после турнира 2002 года Гонконг потерял лицензию основного тура ассоциации. Свободное место тут же выкупили организаторы турнира в Шанхае.
В календарь основного турнира мужские соревнования вернулись в 2024 году.
Женские соревнования
Женский турнир имеет куда более короткую историю: впервые профессиональный тур приехал в Гонконг в 1980-м году, когда организаторы, заручившись поддержкой компании Seiko, организовали у себя грунтовый 50-тысячник. Соревнование пользовалось определённой популярностью, но смогло продержаться в календаре лишь три года, после чего было упразднено.
В следующий раз профессиональный тур приехал в Гонконг лишь осенью 1993 года (отдельно от мужчин, разыгрывавших свой приз в апреле, но на этот раз, на хардовом покрытии). Попытка создать долгосрочное соревнование вновь оказалось неудачной: уже в календаре 1994 года турнира на востоке Китая не было.
Быстрые неудачи с турнирами профессионального тура заставили местных организаторов пересмотреть концепцию своего приза, организовав в 1999 году показательные соревнования в момент подготовки элитных теннисисток к Открытому чемпионату Австралии. Приз получил наименование Hong Kong Tennis Classic. Это чемпионат просуществовал в разных формах до 2011 года, пока не был отменён из-за финансовых причин.
В 2013 году к идее профессионального турнира вновь вернулись, выкупив у организаторов из Куала-Лумпура лицензию соревнования WTA. Первый розыгрыш приз прошёл в начале сентября — сразу после Открытого чемпионата США. Через год турнир сместили на несколько недель — в промежуток между парой крупных турниров в Китае и Итоговым турниром.

## Финалы турнира

### Одиночный разряд
| Год                     | Победитель          | Финалист            | Счёт                |
| ----------------------- | ------------------- | ------------------- | ------------------- |
| 2025                    | Александр Мюллер    | Кэй Нисикори        | 2-6 6-1 6-3         |
| 2024                    | Андрей Рублёв       | Эмиль Руусувуори    | 6-4 6-4             |
| 2003—2023 не проводился |                     |                     |                     |
| 2002                    | Хуан Карлос Ферреро | Карлос Мойя         | 6-3 1-6 7-6(4)      |
| 2001                    | Марсело Риос        | Райнер Шуттлер      | 7-6(3) 6-2          |
| 2000                    | Николас Кифер       | Марк Филиппуссис    | 7-6(4) 2-6 6-2      |
| 1999                    | Андре Агасси        | Борис Беккер        | 6-7(4) 6-4 6-4      |
| 1998                    | Кеннет Карлсен      | Байрон Блэк         | 6-2 6-0             |
| 1997                    | Майкл Чанг (3)      | Патрик Рафтер       | 6-3 6-3             |
| 1996                    | Пит Сампрас (2)     | Майкл Чанг          | 6-4 3-6 6-4         |
| 1995                    | Майкл Чанг (2)      | Йонас Бьоркман      | 6-3 6-1             |
| 1994                    | Майкл Чанг          | Патрик Рафтер       | 6-1 6-3             |
| 1993                    | Пит Сампрас         | Джим Курье          | 6-3 6-7(1) 7-6(2)   |
| 1992                    | Джим Курье          | Майкл Чанг          | 7-5 6-3             |
| 1991                    | Рихард Крайчек      | Уолли Масур         | 6-2 3-6 6-3         |
| 1990                    | Пэт Кэш             | Алекс Антонич       | 6-3 6-4             |
| 1987                    | Элиот Телтшер       | Джон Фицджеральд    | 6-7 3-6 6-1 6-2 7-5 |
| 1986                    | Рамеш Кришнан       | Андрес Гомес        | 7-6 6-0 7-5         |
| 1985                    | Андрес Гомес (2)    | Аарон Крикстейн     | 6-3 6-3 3-6 6-4     |
| 1984                    | Андрес Гомес        | Томаш Шмид          | 6-3 6-2             |
| 1983                    | Уолли Масур         | Сэмми Джаммалва-мл. | 6-1 6-1             |
| 1982                    | Пат дю Пре          | Моррис Скип Строуд  | 6-3 6-3             |
| 1981                    | Ван Виницки         | Марк Эдмондсон      | 6-4 6-7 6-4         |
| 1980                    | Иван Лендл          | Брайан Тичер        | 5-7 7-6 6-3         |
| 1979                    | Джимми Коннорс      | Пат дю Пре          | 7-5 6-3 6-1         |
| 1978                    | Элиот Телтшер       | Пат дю Пре          | 6-4 6-3 6-2         |
| 1977                    | Кен Розуолл (2)     | Том Горман          | 6-3 5-7 6-4 6-4     |
| 1976                    | Кен Розуолл         | Илие Настасе        | 1-6 6-4 7-6 6-0     |
| 1975                    | Том Горман          | Сэнди Майер         | 6-3 6-1 6-1         |
| 1973                    | Род Лейвер          | Чарли Пасарелл      | 6-3 3-6 6-2 6-2     |

| Год                         | Чемпионка              | Финалистка               | Счёт           |
| --------------------------- | ---------------------- | ------------------------ | -------------- |
| Открытый чемпионат Гонконга |                        |                          |                |
| 2024                        | Диана Шнайдер          | Кэти Боултер             | 6-1 6-2        |
| 2023                        | Лейла Фернандес        | Катерина Синякова        | 3-6 6-4 6-4    |
| 2019—2022 не проводился     |                        |                          |                |
| 2018                        | Даяна Ястремская       | Ван Цян                  | 6-2 6-1        |
| 2017                        | Анастасия Павлюченкова | Дарья Гаврилова          | 5-7 6-3 7-6(3) |
| 2016                        | Каролина Возняцки      | Кристина Младенович      | 6-1 6-7(4) 6-2 |
| 2015                        | Елена Янкович          | Анжелика Кербер          | 3-6 7-6(4) 6-1 |
| 2014                        | Сабина Лисицки         | Каролина Плишкова        | 7-5 6-3        |
| Digital Open                |                        |                          |                |
| 1993                        | Ван Шитин              | Мариэнн Вердель-Витмайер | 6-4 3-6 7-5    |
| Seiko Classic               |                        |                          |                |
| 1982                        | Катрин Эксель          | Алисия Мултон            | 6-3 7-5        |
| 1981                        | Венди Тёрнбулл (2)     | Сабина Симмондс          | 6-3 6-4        |
| 1980                        | Венди Тёрнбулл         | Марси Харпер             | 6-0 6-2        |

### Парный разряд
| Год                     | Победители                            | Финалисты                        | Счёт           |
| ----------------------- | ------------------------------------- | -------------------------------- | -------------- |
| 2025                    | Сандер Арендс Люк Джонсон             | Андрей Рублёв Карен Хачанов      | 7-5 4-6 [10-7] |
| 2024                    | Марсело Аревало Мате Павич            | Йоран Влиген Сандер Жийе         | 7-6(3) 6-4     |
| 2003—2023 не проводился |                                       |                                  |                |
| 2002                    | Ян-Майкл Гэмбилл Грейдон Оливер       | Уэйн Артурс Эндрю Кратцманн      | 6-7 6-4 7-6    |
| 2001                    | Карстен Браш Андре Са                 | Петер Лукса Радек Штепанек       | 6-0 7-5        |
| 2000                    | Уэйн Блэк Кевин Улльетт               | Давид Приносил Доминик Хрбаты    | 6-1 6-2        |
| 1999                    | Джеймс Гринхал Грант Силкок           | Андре Агасси Дэвид Уитон         | Без игры       |
| 1998                    | Байрон Блэк Алекс О'Брайен            | Невилл Годвин Туомас Кетола      | 7-5 6-1        |
| 1997                    | Даниэль Вацек Мартин Дамм             | Карстен Браш Джефф Таранго       | 6-3 6-4        |
| 1996                    | Патрик Гэлбрайт (2) Андрей Ольховский | Кент Киннир Дэйв Рэндол          | 6-3 6-7 7-6    |
| 1995                    | Марк Филиппуссис Томми Хо             | Джон Фицджеральд Андерс Яррид    | 6-1 6-7 7-6    |
| 1994                    | Джим Грабб (2) Бретт Стивен           | Йонас Бьоркман Патрик Рафтер     | Без игры       |
| 1993                    | Тодд Вудбридж Дэвид Уитон             | Сэндон Столл Джейсон Столтенберг | 6-1 6-3        |
| 1992                    | Брэд Гилберт Джим Грабб               | Байрон Блэк Байрон Талбот        | 6-2 6-1        |
| 1991                    | Патрик Гэлбрайт Тодд Уицкен           | Роберт Ван'т Хоф Глен Мичибата   | 6-2 6-4        |
| 1990                    | Пэт Кэш Уолли Масур                   | Кевин Каррен Джоуи Райв          | 6-3 6-3        |
| 1987                    | Марк Кратцманн Джим Пью               | Брэд Дрюэтт Марти Дэвис          | 6-7 6-4 6-2    |
| 1986                    | Майк де Палмер Гэри Донелли           | Марк Кратцманн Пэт Кэш           | 7-6 6-7 7-5    |
| 1985                    | Брэд Дрюэтт Ким Уорик                 | Якоб Хласек Томаш Шмид           | 3-6 6-4 6-2    |
| 1984                    | Роберт Сегусо Кен Флэк                | Пол Макнами Марк Эдмондсон       | 6-7 6-3 7-5    |
| 1983                    | Дрю Гитлин Крейг Миллер               | Сэмми Джаммалва-мл. Стив Мастер  | 6-2 6-2        |
| 1982                    | Моррис Скип Строуд Чарльз Базз Строуд | Ван Виницки Ким Уорик            | 6-4 3-6 6-2    |
| 1981                    | Крис Данк Крис Майотт                 | Брэд Дрюэтт Марти Дэвис          | 6-4 7-6        |
| 1980                    | Ферди Тайган Питер Флеминг            | Брюс Мэнсон Брайан Тичер         | 7-5 6-2        |
| 1979                    | Пат дю Пре Роберт Лутц                | Стив Дентон Марк Тарпин          | 6-3 6-4        |
| 1978                    | Джон Маркс Марк Эдмондсон             | Хэнк Пфистер Брэд Роув           | 5-7 7-6 6-1    |
| 1977                    | Сид Болл Ким Уорик                    | Марти Райссен Роско Таннер       | 7-6 6-3        |
| 1976                    | Хэнк Пфистер Батч Уолц                | Ананд Амритраж Илие Настасе      | 6-4 6-2        |
| 1975                    | Том Оккер Кен Розуолл                 | Боб Кармайкл Сэнди Майер         | 6-3 6-4        |
| 1973                    | Колин Дибли Род Лейвер                | Пол Геркен Брайан Готтфрид       | 6-3 5-7 17-15  |

| Год                     | Чемпионка                            | Финалистка                              | Счёт            |
| ----------------------- | ------------------------------------ | --------------------------------------- | --------------- |
| 2024                    | Макото Ниномия Ульрикке Эйкери       | Сюко Аояма Эри Ходзуми                  | 6-4 4-6 [11-9]  |
| 2023                    | Тан Цяньхуэй Цзао Цзяи               | Оксана Калашникова Александра Соснович  | 7-5 1-6 [11-9]  |
| 2019—2022 не проводился |                                      |                                         |                 |
| 2018                    | Саманта Стосур Чжан Шуай             | Сюко Аояма Лидия Морозова               | 6-4 6-4         |
| 2017                    | Чжань Хаоцин (2) Чжань Юнжань (2)    | Ван Цян Лу Цзяцзин                      | 6-1 6-1         |
| 2016                    | Чжань Хаоцин Чжань Юнжань            | Наоми Броуди Хезер Уотсон               | 6-3 6-1         |
| 2015                    | Ализе Корне Ярослава Шведова         | Лара Арруабаррена Андрея Клепач         | 7-5 6-4         |
| 2014                    | Каролина Плишкова Кристина Плишкова  | Патриция Майр-Ахлайтнер Арина Родионова | 6-2 2-6 [12-10] |
| 1993                    | Карин Кшвендт Рэйчел Маккуиллан      | Мариэнн Вердель-Витмайер Дебби Грэм     | 1-6 7-6(4) 6-2  |
| 1982                    | Лора Дюпон Алисия Мултон             | Ивонн Вермак Дженнифер Манделл          | 6-2 4-6 7-5     |
| 1981                    | Энн Киёмура-Хаяси Шэрон Уолш-Пит (2) | Сьюзан Лео Энн Хоббс                    | 6-3 6-4         |
| 1980                    | Венди Тёрнбулл Шэрон Уолш-Пит        | Пенни Джонсон Сильвия Уррос             | 6-1 6-2         |